# Крунци (Јаломица)
Крунци (рум. Crunți) насеље је у Румунији у округу Јаломица у општини Ревига. Oпштина се налази на надморској висини од 41 m.

## Становништво
Према подацима из 2002. године у насељу је живело 631 становника, од којих су сви румунске националности.